# Lido di Latina
Lido di Latina, anche noto come Latina Lido, o Marina di Latina è una frazione del comune laziale di Latina, capoluogo dell'omonima provincia. Essa è composta dalle località di Foce Verde, Capoportiere e Rio Martino. Per anni è stato chiamato "Gioiello"

## Geografia
Lido di Latina, parte dell'Agro Pontino, si estende per circa 11 km sul litorale tirrenico al centro della pianura pontina, tra Borgo Sabotino ed il lago di Fogliano; e si compone di due località contigue, Foce Verde e Capoportiere, per poi proseguire all'interno del parco nazionale del Circeo sino a Rio Martino, sede dell'omonimo porto canale.
Foce Verde sorge ad ovest ed è la maggiormente estesa lungo il litorale, con l'abitato che arriva fino ai confini di Borgo Sabotino, ed è separata dalla zona della centrale nucleare di Latina dal canale delle Acque Alte. Capoportiere, o Capo Portiere, sorge ad est e si estende fino al lago di Fogliano, e confina anche col limite occidentale del parco nazionale del Circeo. A seguire un tratto di duna con macchia mediterranea che si spinge sino al porto canale di Rio Martino, a sua volta collegato con Borgo Grappa.

## Cultura
Il romanzo di Antonio Pennacchi Il fasciocomunista (2003), ambientato principalmente a Latina, è ambientato parzialmente anche al Lido.

## Infrastrutture e trasporti
Lido di Latina è collegato col centro di Latina tramite la "via del Lido". Esso è servito dalla strada provinciale SP40 da Borgo Piave, parallela alla più interna SP50 e che collega, lungo il litorale, Anzio e Nettuno, con Sabaudia e Terracina. 
La strada statale SS 148 "Pontina", distante 6 km e parzialmente a scorrimento veloce, collega Roma con Terracina.
La stazione ferroviaria più vicina, a 21 km a nord, è quella di Latina, sita nella frazione di Latina Scalo.